# Liste der Landschaftsschutzgebiete in Heilbronn
In Heilbronn gibt es 15 Landschaftsschutzgebiete. Nach der Schutzgebietsstatistik der Landesanstalt für Umwelt, Messungen und Naturschutz Baden-Württemberg (LUBW) stehen 2.227,51 Hektar der Fläche des Stadtgebiets unter Landschaftsschutz, das sind 22,30 Prozent.

## Liste
| Name                                             | Bild | Kennung               | Einzelheiten | Position | Fläche Hektar | Datum         |
| ------------------------------------------------ | ---- | --------------------- | --- | -------- | ------------- | ------------- |
| Stiftsberg-Wartberg                              |      | 1.21.001 WDPA: 324853 | Heilbronn Keuperlandschaft mit ausgedehnten Weinbauflächen und angrenzenden Wäldern | ⊙        | 329,8         | 8. Okt. 1993  |
| Galgenberg-Schweinsberg-Staufenberg              |      | 1.21.002 WDPA: 320949 | Heilbronn Keuperlandschaft mit ausgedehnten Wald- und Weinbauflächen sowie Gärten und Obstwiesen | ⊙        | 1.170,2       | 8. Okt. 1993  |
| Deinenbachtal                                    | BW   | 1.21.003 WDPA: 320303 | Heilbronn | ⊙        | 10,2          | 8. Okt. 1993  |
| Schozachtal-Weidach-Wertwiesen                   | BW   | 1.21.004 WDPA: 324259 | Heilbronn Wiesental mit naturnah mäandrierendem Bach und bachbegleitenden naturnahen Erlen-Eschen-Auwäldern | ⊙        | 49,0          | 8. Okt. 1993  |
| Neckaraue südlich Heilbronn                      | BW   | 1.21.005 WDPA: 323140 | Heilbronn Neckarauelandschaft mit großflächiger Wiesennutzung | ⊙        | 100,1         | 8. Okt. 1993  |
| Horkheimer Insel                                 |      | 1.21.006 WDPA: 321760 | Heilbronn Auelandschaft zwischen Altneckar und Neckarkanal | ⊙        | 53,4          | 8. Okt. 1993  |
| Neckartalhang südlich Klingenberg                | BW   | 1.21.007 WDPA: 323159 | Heilbronn Historische Weinbaulandschaft mit Trockenmauern | ⊙        | 9,8           | 8. Okt. 1993  |
| Neckartalhang zwischen Böckingen und Klingenberg | BW   | 1.21.008 WDPA: 323160 | Heilbronn | ⊙        | 29,2          | 8. Okt. 1993  |
| Neckartalhang nördlich Neckargartach             | BW   | 1.21.009 WDPA: 323158 | Heilbronn Ehemaliger westufriger Prallhang des Neckars | ⊙        | 10,0          | 8. Okt. 1993  |
| Böllinger Bach                                   | BW   | 1.21.010 WDPA: 320023 | Heilbronn Bachaue mit Wiesennutzung und naturnahem bachbegleitendem Auwald | ⊙        | 121,4         | 8. Okt. 1993  |
| Leinbachtal                                      | BW   | 1.21.011 WDPA: 321625 | Heilbronn | ⊙        | 25,0          | 10. Okt. 1987 |
| Rotbachtal                                       | BW   | 1.21.012 WDPA: 322916 | Heilbronn Bachaue mit Grünlandnutzung | ⊙        | 105,4         | 10. Okt. 1987 |
| Kühnbachtal                                      | BW   | 1.21.013 WDPA: 325736 | Heilbronn Bachaue mit Grünlandnutzung | ⊙        | 86,4          | 10. Okt. 1987 |
| Böllingerbachtal und Michelbachtal               | BW   | 1.21.014 WDPA: 322559 | Heilbronn Erhaltung des Gebiets in seiner landschaftlichen Charakteristik und seiner natürlichen Eigenart, insbesondere der Talaue mit den Hängen des Böllinger- und des Michelbachtales sowie die Bewahrung der Landschaft vor nachteiligen Veränderungen und Erhaltung des besonderen Erholungswertes für die Allgemeinheit. | ⊙        | 91,4          | 8. Okt. 1993  |
| Weinbergweg-Weingartsweg                         | BW   | 1.21.015 WDPA: 320024 | Heilbronn Historisch gewachsener Streuobstgürtel mit bedeutender Funktion für Landschaftsbild, Frischluftentstehung, Kaltluftabfluss sowie für die Naherholung. schützenswerter Lebensraum sowie Nahrungsbiotop für Vögel, Insekten, Reptilien und Säugetiere.                                                                 | ⊙        | 36,3          | 17. Dez. 1998 |
| Legende für Landschaftsschutzgebiet              |      |                       | |          |               |               |